# George Docking
George Docking (* 23. Februar 1904 in Clay Center, Kansas; † 20. Januar 1964 in Kansas City, Kansas) war ein US-amerikanischer Politiker und von 1957 bis 1961 der 35. Gouverneur des Bundesstaates Kansas.

## Frühe Jahre und politischer Aufstieg
George Docking studierte bis 1925 an der University of Kansas. Nach der Wahl von Franklin D. Roosevelt zum US-Präsident wechselte er zu dessen Demokratischer Partei. Im Jahr 1952 unterstützte er den erfolglosen Wahlkampf des demokratischen Präsidentschaftskandidaten und früheren Gouverneurs von Illinois, Adlai Stevenson. 1954 bewarb sich Docking vergeblich um das Amt des Gouverneurs von Kansas. Zwei Jahre später gelang es ihm dann doch, sowohl die Nominierung seiner Partei als auch die eigentlichen Gouverneurswahlen zu gewinnen. Kurz vor seinem Amtsantritt kam es noch zu einem Affront bei der Besetzung des Amts des Obersten Richters von Kansas.

## Gouverneurswahl 1956
In den Vorwahlen der Republikaner zur Gouverneurswahl wurde Gouverneur Fred Hall von Warren Shaw geschlagen. Dieser verlor die eigentlichen Wahlen gegen George Docking. Zu diesem Zeitpunkt war der Oberste Richter von Kansas, Bill Smith, schwer erkrankt und dachte über einen Rücktritt nach. Smith war ein Anhänger und Freund von Gouverneur Hall. Smith machte sich Sorgen, dass der neue Gouverneur nach seinem Rücktritt einen Demokraten zum Obersten Richter ernennen könnte. Nun entwickelten Gouverneur Hall und sein Stellvertreter John McCuish einen Plan, wie man dies verhindern konnte. Dem Plan folgend trat Smith am 31. Dezember 1956 vom Amt des Obersten Richters zurück. Ihm folgte am 3. Januar 1957 Gouverneur Hall mit seinem Rücktritt, der gerade einmal elf Tage vor Ablauf seiner Amtszeit erfolgte. Entsprechend der Verfassung wurde nun McCuish für die verbleibenden elf Tage bis zum 14. Januar 1957 Gouverneur von Kansas. Dessen erste und einzige Amtshandlung war die Ernennung seines Vorgängers Hall zum neuen Obersten Richter. Diese Vorgehensweise war juristisch und politisch wohl korrekt, aber es hatte einen negativen Beigeschmack. Viele Kritiker verurteilten dieses Vorgehen als unmoralisch und unethisch. Der neue Gouverneur Docking wurde somit in der Frage der Besetzung des Richteramts regelrecht ausgebremst.

## Gouverneur von Kansas
George Docking trat sein neues Amt am 14. Januar 1957. Nach einer Wiederwahl im Jahr 1958 war er der erste demokratische Gouverneur von Kansas, der eine Wiederwahl schaffte. In seiner vierjährigen Amtszeit musste er sich mit einer republikanischen Mehrheit in der Legislative auseinandersetzen. Hauptstreitpunkte waren Steuererhöhungen und steigende Ausgaben. Docking und der Kanzler der University of Kansas, Franklin Murphy, führten drei Jahre lang einen politischen Kleinkrieg gegeneinander, der schließlich mit Murphys Rücktritt endete. Im Jahr 1960 nahm Docking als Delegierter an der Democratic National Convention teil, auf der John F. Kennedy als Präsidentschaftskandidat nominiert wurde. George Docking trat gegen die Todesstrafe ein und machte sich damit bei den Republikanern noch unbeliebter.

## Weiterer Lebensweg
Nach dem Ende seiner Amtszeit am 9. Januar 1961 wurde er Direktor der Export-Import Bank in Washington, D.C. Diese Position behielt er bis zu seinem Tod im Jahr 1964. George Docking war mit Mary Virginia Blackwell verheiratet. Das Paar hatte zwei Kinder, darunter auch den Sohn Robert Docking, der zwischen 1967 und 1975 acht Jahre lang ebenfalls Gouverneur von Kansas werden sollte. Sein Enkel Thomas war von 1983 bis 1987 Vizegouverneur von Kansas. Die Docking-Familie ist bis heute eine der prominentesten Politikerfamilien aus Kansas geblieben.